# Aphthargelia
Aphthargelia är ett släkte av insekter. Aphthargelia ingår i familjen långrörsbladlöss.